# Роман на троих
«Роман на троих» (нем. Affäre zu dritt) — телефильм 2003 года режиссёра Михеля Койша.

## Сюжет
Муж и жена Катрин и Макс работают в полиции. Макс — детектив, Катрин — врач. Катрин предлагают занять крупный административный пост, но она сомневается, так как хочет работать непосредственно с пациентами. Из-за этого у неё происходит размолвка с Максом, к которой добавляются проблемы в сексуальной жизни. В это время в полицию приходит новая сотрудница — Франциска, перешедшая сюда из Гамбурга. Катрин осматривает её на предмет пригодности к службе и узнаёт из её дела, что Франциска пережила полтора года назад тяжёлую автокатастрофу, в которой погиб её муж. Катрин смущена Франциской. Она делает запрос на прежнее место работы, чтобы узнать больше о случившейся аварии.
Франциску ставят напарником к Максу и они принимаются за расследование дела о поставках крупных партий наркотиков из Восточной Европы в Германию. На тренировочном захвате заложников Франциска оказывается не в силах справиться со стрессом и подставляет Макса под удар преступников. Однако по делу о наркотраффике ей удаётся выйти на след преступников.
Случайная встреча сводит вместе Катрин и Франциску. Они узнают друг друга ближе. Не в силах противостоять влечению, Катрин отдаётся порыву страсти и изменяет мужу с Франциской. Она выбита из колеи случившимся и просит Франциску всё забыть. Но во время операции по слежению за преступниками теперь уже Макс изменяет жене с Франциской. Катрин узнаёт об этом. Она подозревает, что авария была слишком сильным ударом для Франциски и та теперь пытается разрушить чужие жизни. Но откровенный разговор с ней открывает правду: Франциска влюбилась в Катрину и переспала с Максом лишь для того, чтобы отомстить Катрин.
У женщин начинается роман. Макс хочет загладить свою вину, но не знает, что происходит. На операции по захвату наркодельцов Франциска снова теряет контроль, в результате чего преступник стреляет Максу в голову. Катрин убита горем, она понимает, что по-настоящему любит Макса. Он чудом остаётся в живых. Франциска вынуждена уйти как от Катрин, так и из полиции, но чувства к Катрин вернули её к жизни.

## Актёрский состав
| В ролях            |  | Персонаж         |
| ------------------ |  | ---------------- |
| Софи фон Кессель   |  | Катрин Цольнер   |
| Надежда Бреннеке   |  | Франциска Хансен |
| Oliver Bootz       |  | Макс Цольнер     |
| Simon Licht        |  | Бенно            |
| Tina Engel         |  | Элла             |
| Christoph Gareisen |  | Питер            |